# Eloge Yao
Eloge Koffi Yao Guy (kurz Guy Eloge Yao oder Eloge Yao; * 20. Januar 1996 in Akroukro) ist ein ivorischer Fußballspieler, der aktuell beim AC Reggiana unter Vertrag steht.

## Werdegang

### Verein
Einen Teil seiner Jugendzeit verbrachte Yao bei Inter Mailand. Sein größter Erfolg war dabei der Gewinn des Torneo di Viareggio 2015: Beim Finale des Nachwuchsturniers (3:2 gegen US Palermo) stand er über 90 Minuten auf dem Feld.
Die ersten Anfänge im Profibereich machte Yao dann in der Serie B: Für die Saison 2015/16 lieh ihn Inter an den Zweitligisten FC Crotone aus. Crotone hatte außerdem die Möglichkeit eine Kaufoption zu ziehen. Mit 30 Ligaspielen und einem Treffer hatte Yao Anteil am erstmaligen Aufstieg Crotones in die Serie A. Jedoch ließ Crotone die Option auf eine Weiterbeschäftigung verstreichen. Zurück zu Inter Mailand stand er in der Saison 2016/17 mehrfach im Kader, kam aber zu keinem Einsatz bei den Profis. Lediglich für die U19 lief er im November 2016 einmal auf. Im Sommer 2017 wechselte Yao in die Schweiz zum FC Lugano. Sein Debüt in der Super League gab er am 20. August 2017 beim 1:1 gegen den FC Basel.
Im Januar 2021 unterschrieb er einen Vertrag beim AC Reggiana.

### Nationalmannschaft
Yao bestritt acht Spiele für die U-17-Nationalmannschaft, darunter Spiele in der Qualifikation zur U-17-Fußball-Afrikameisterschaft 2017. Insgesamt konnte er dabei ein Tor erzielen.

## Erfolge
- Torneo di Viareggio: 2015
- Aufstieg in die Serie A mit dem FC Crotone: 2015/16